# Anders Hagberg
Anders Hagberg, född 11 september 1958, är en flöjtist, saxofonist och kompositör från Uppsala. Han är professor i musikalisk gestaltning med inriktning improvisation vid Göteborgs Universitet, Högskolan för Scen och Musik.
Han utbildades 1979–1983 på Musikhögskolan vid Göteborgs universitet och frilansar sedan dess med inriktning på jazz och världsmusik. Han har turnerat internationellt med egna banden Winduo, Earthsongs, Anders Hagberg Quartet och Melodic Melange och med grupper och artister som Mynta, New Jungle Orchestra, Yggdrasil, Gunnel Mauritzson, Björn Afzelius med flera. Hans internationella samarbeten inkluderar artister från bland annat Indien, Mellanöstern, Japan, Brasilien, Västafrika, USA och Sydkorea. Han har skrivit musik till film, dansföreställningar och teater samt är verksam som pedagog vid Musikhögskolan i Göteborg.
Anders Hagbergs projekt inkluderar ofta musiker från olika genrer och kulturer samt även andra konstformer såsom dans och bild. Han har långa  samarbeten med indiska artister som Fazal Qureshi, Vikku Vinayakram och Shankar Mahadevan både genom samarbetet med Mynta och som solist under turnéer och gästspel i Indien.

## Diskografi i urval

### I eget namn
- 1998 – Earthsongs
- 2001 – The Herd
- 2005 – Stenristarna
- 2011 – Stories of Now
- 2014 – Melodic Melange (med Ahmad al Khatib)
- 2018 – Trust
- 2020 – North
- 2022 – Ma (med Johannes Lundberg) med Johannes Landgren:
- 2004 – Anders Hagberg och Johannes Landgren: Of Air
- 2018 – Anders Hagberg och Johannes Landgren: Där du går

### Winduo
med Yasuhito Mori
- 1988 – Open Winds
- 1990 – World Winds
- 1995 – East Wind
- 2000 – Duo
- 2005 – Tallinn

### Andra grupper och artister
Avishai Cohen
- 2019 – Avorales

#### Mynta
- 1991 – Hot Madras
- 1994 – Nandu's Dance
- 1997 – First Summer
- 1999 – Live
- 2001 – Cool Nights

#### Gunnel Mauritzson
- 1996 – Silhuette
- 2001 – Åter

#### Pierre Dørge & New Jungle Orchestra
- 2004 – Dancin Cheek to Cheek

#### Kristian Blak&Yggdrasil
- 1984 – Concerto Grotto
- 1985 – The Four Towers
- 1987 – Antifonale
- 1988 – Brøytingar
- 1995 – Drangar
- 2002 – Yggdrasil
- 2004 – Live in Rudolstadt
- 2007 – Askur
- 2009 – Duolouges
- 2011 – Travelling
- 2012 – Stone & Water
- 2021 – Porikerisvatn

#### Björn Afzelius
- 1982 – Innan tystnaden
- 1988 – Don Quixote
- 1994 – Nära dej